# 溴化钠
溴化钠（化学式：NaBr 或 NaBr·2H2O）是一種離子化合物，為无色晶体或白色粉末，溶于水，微溶于酒精，与氯化钠十分相似。其无水形式（NaBr）的熔点为747 °C，沸点为1390 °C。溴化鈉是工業上用途最廣的無機溴化物，廣泛用作溴離子源，在有機合成等領域用於製備其他溴化物，曾大量用於製造攝影用的溴化银顯影劑。医疗上可用作镇定剂、安眠藥或抗癲癇藥。

## 制备
溴化钠可以通过氢溴酸和氢氧化钠或碳酸钠反应制备：
HBr + NaOH → NaBr + H2O
溶液蒸發结晶可以得到溴化钠晶体。无水物在50.7℃以上结晶得到。在此温度之下可以得到二水合物。

## 健康危害
溴化钠的口服毒性很低。然而，当人攝入或吸进過量該化合物后，会对中枢神经系统、大脑及眼睛造成伤害，同时也会引起皮肤、眼睛与呼吸道的刺激性反应。此外，溴離子是一種累積性毒物，具有相對較長的生物半衰期（在人體中超過一週）。